# Jesper Hansen
Jesper Hansen (Copenhaga, 23 de outubro de 1990) é um ciclista profissional dinamarquês que compete com a equipa Riwal Cycling Team.

## Palmarés
- 2015
  - Tour da Noruega, mais 1 etapa

## Resultados em Grandes Voltas e Campeonatos do Mundo
| Corrida            | Corrida            | 2009 | 2010 | 2011 | 2012 | 2013 | 2014 | 2015 | 2016 | 2017 | 2018 | 2019 | 2020 | 2021 |
| ------------------ | ------------------ | ---- | ---- | ---- | ---- | ---- | ---- | ---- | ---- | ---- | ---- | ---- | ---- | ---- |
|                    | Giro d'Italia      | —    | —    | —    | —    | —    | —    | —    | —    | 32.º | —    | —    | 44.º | —    |
|                    | Tour de France     | —    | —    | —    | —    | —    | —    | —    | —    | —    | 56.º | —    | —    | —    |
|                    | Volta a Espanha    | —    | —    | —    | —    | —    | —    | 52.º | —    | Ab.  | —    | Ab.  | —    | —    |
| Mundial em Estrada | Mundial em Estrada | —    | —    | —    | —    | —    | —    | —    | —    | —    | Ab.  | —    | Ab.  | —    |

—: não participa

Ab.: abandono

## Equipas
- - Team Energi Fyn (2009[1]-2011)
  - Glud & Marstrand/Cult Energy (2012-2013)
  - Glud & Marstrand-LRØ (2012)
  - Team Cult Energy (2013)
  - Saxo/Tinkoff (2013[2]-2016)
  - Team Saxo-Tinkoff (2013)
  - Tinkoff-Saxo (2014-2015)
  - Tinkoff (2016)
  - Astana Pro Team (2017-2018)
  - Cofidis, Solutions Crédits[3] (2019-2020)
  - Riwal Cycling Team[4] (2021-)